# Heteropterinae
Die Heteropterinae sind eine Unterfamilie der Dickkopffalter (Hesperiidae) innerhalb der Schmetterlinge. Es handelt sich um eine relativ artenreiche Unterfamilie mit etwa 150 Arten in 12 oder 16 Gattungen. 

## Merkmale
Bei der morphologischen Analyse fanden Warren et al. (2009) keine einzige, nur dieser Gruppe eigene Synapomorphie. Allerdings lassen sich die Heteroterinae durch folgende kombinierte Merkmale als Monophylum charakterisieren. Die Falter dieser Unterfamilie sind relativ klein, mit einem schlanken Körper, der über den Außenrand der Hinterflügel hinaus ragt. Die Flügel sind vergleichsweise breit. Sie haben keine sekundären Geschlechtsmerkmale. Das zweite, "haarige" Segment der Labialpalpen ist nach vorne verlängert und gestreckt. Die Epiphysis, ein Fortsatz an der Vordertibia ist reduziert oder fehlt. Die Diskalzelle auf den Hinterflügeln ist sehr lang, wohingegen die Diskalzelle auf den Vorderflügeln recht kurz ist. Alle Vertreter der Unterfamilie haben das endständige Paar Sporne auf den Metatibiae. Dazu kommen noch Merkmale in den Geschlechtsapparaten von Männchen und Weibchen. Bei den Weibchen der meisten Taxa ragt ein gut entwickelter Appendix bursae über das vordere Ende des Corpus bursae hinaus. Im männlichen Genitalapparat sind die Valven generell symmetrisch und einheitlich mit einem glatten, runden "harpe" und einer hakenförmige Ampulla, die am distalen Ende aufgeraut ist. Uncus und Gnathos sind oft länglich und die meisten Arten haben auch einen langen Aedeagus.
Wenn die Falter ruhen, falten sie ihre Flügel aufrecht über den Thorax. Wenn sie sich in der Sonne wärmen, spreizen die Falter all vier Flügel ab. Die Männchen vieler Arten versammeln sich an feuchten Bodenstellen, wo sie den Boden vermutlich auf ihren Mineralgehalt untersuchen. Sie geben durch den Anus etwas Flüssigkeit auf den Boden ab, um die Mineralien zu lösen. Anschließend trinken sie den entstandenen Cocktail aus Körperflüssigkeit und gelösten Mineralien.
Nach molekulargenetischen Untersuchungen an drei Genregionen ("cytochrome oxidase subunit I-subunit II", "elongation factor-1a" und "wingless") durch Warren et al. (2008) ist die Gruppe auch durch molekulargenetische Daten gestützt, monophyletisch.

## Geographisches Vorkommen und Lebensraum
Die Unterfamilie kommt in der Afrotropis, der Paläarktis und sehr spärlich in der Nearktis vor. Die meisten Arten sind neotropisch. Die Raupen fressen, soweit bekannt, ausschließlich an Süßgräsern (Poaceae).

## Systematik
Die Unterfamilie Heteropterinae beinhaltet nach Warren et al. (2008) die folgenden Gattungen (es sind nur die drei im deutschsprachigen Raum vorkommenden Arten aufgeführt):
- Gattung Argopteron Watson, 1893
- Gattung Butleria Kirby, 1871
- Gattung Carterocephalus Lederer, 1852
  - Gelbwürfeliger Dickkopffalter (Carterocephalus palaemon (Pallas, 1771))
  - Schwarzfleckiger Golddickkopffalter (Carterocephalus silvicola (Meigen, 1829))
- Gattung Dalla Mabille, 1904
- Gattung Dardarina Evans, 1937
- Gattung Freemaniana Warren, 2001
- Gattung Heteropterus Duméril, 1806
  - Spiegelfleck-Dickkopffalter (Heteropterus morpheus (Pallas, 1771))
- Gattung Hovala Evans, 1937
- Gattung Lepella Evans, 1937
- Gattung Leptalina Mabille, 1904
- Gattung Metisella Hemming, 1934
- Gattung Piruna Evans, 1955